# 大相撲平成21年11月場所
大相撲平成21年11月場所（おおずもうへいせい21ねん11がつばしょ）は、2009年11月15日から11月29日まで福岡国際センターで開催された大相撲本場所。
幕内最高優勝は横綱・白鵬翔（15戦全勝・12回目）。

## 番付・星取表
| 東       | 成績       | 結果   | 番付   | 西     | 成績    | 結果   |
| -------- | ---------- | ------ | ------ | ------ | ------- | ------ |
| 朝青龍   | 11勝4敗    |        | 横綱   | 白鵬   | 15勝    | 優勝   |
| 琴欧洲   | 10勝5敗    |        | 大関   | 琴光喜 | 8勝7敗  |        |
| 日馬富士 | 9勝6敗     |        | 大関   | 魁皇   | 8勝7敗  |        |
| 千代大海 | 2勝9敗4休  |        | 大関   |        |         |        |
| 把瑠都   | 9勝6敗     |        | 関脇   | 鶴竜   | 7勝8敗  |        |
| 稀勢の里 | 6勝9敗     |        | 小結   | 豪栄道 | 7勝8敗  |        |
| 豪風     | 6勝9敗     |        | 前頭1  | 安美錦 | 5勝10敗 |        |
| 琴奨菊   | 10勝5敗    |        | 前頭2  | 時天空 | 5勝10敗 |        |
| 栃煌山   | 5勝10敗    |        | 前頭3  | 武州山 | 6勝9敗  |        |
| 北勝力   | 8勝7敗     |        | 前頭4  | 岩木山 | 2勝13敗 |        |
| 豊ノ島   | 11勝4敗    | 技能賞 | 前頭5  | 垣添   | 8勝7敗  |        |
| 若の里   | 7勝8敗     |        | 前頭6  | 旭天鵬 | 8勝7敗  |        |
| 玉乃島   | 4勝11敗    |        | 前頭7  | 豊真将 | 6勝9敗  |        |
| 阿覧     | 7勝8敗     |        | 前頭8  | 栃ノ心 | 12勝3敗 | 敢闘賞 |
| 嘉風     | 10勝5敗    |        | 前頭9  | 雅山   | 12勝3敗 | 敢闘賞 |
| 朝赤龍   | 8勝7敗     |        | 前頭10 | 黒海   | 8勝7敗  |        |
| 玉鷲     | 10勝5敗    |        | 前頭11 | 高見盛 | 8勝7敗  |        |
| 翔天狼   | 9勝6敗     |        | 前頭12 | 豊響   | 5勝10敗 |        |
| 土佐豊   | 8勝7敗     |        | 前頭13 | 猛虎浪 | 9勝6敗  |        |
| 春日王   | 3勝12敗    |        | 前頭14 | 木村山 | 4勝11敗 |        |
| 山本山   | 2勝12敗1休 |        | 前頭15 | 霜鳳   | 8勝7敗  |        |
| 玉飛鳥   | 3勝5敗7休  |        | 前頭16 |        |         |        |

## 優勝争い
場所前半は朝青龍、白鵬の両横綱とともに、大分県出身のご当地力士・嘉風が活躍。7日目まで勝ちっ放しの7連勝で両横綱とともに場所を引っ張り、ご当地場所を沸かせた。
嘉風は中日に勝ち越しを懸けるも黒星。1敗に下がるも、9日目、10日目と勝って両横綱に続いた。両横綱はその後も全勝を守って並走。11日目には嘉風が2敗となり他力士と2勝差をつけ、いよいよ両横綱の一騎討ちとなるかに思われた。昭和58年9月場所の千代の富士－隆の里以来の全勝での千秋楽横綱相星決戦も期待されたが、朝青龍は12日目に日馬富士に敗れると、そこから大崩れを見せ大関陣相手に一気に連敗。一方の白鵬は朝青龍が崩れていく中でも変わらず連勝を続け、単独トップを堅持した。
朝青龍は14日目の結び前に琴欧洲に敗れて3敗となった時点で優勝の可能性が消滅。結びを残して白鵬以外に優勝の可能性があったのはこの日も勝ってただ一人2敗を守った平幕の栃ノ心のみであったが、結びの一番で白鵬が琴光喜を破った時点で白鵬の2場所ぶり12回目の幕内最高優勝が決定した。白鵬は千秋楽でも朝青龍を破って自身4回目の全勝優勝を決めた。朝青龍は結局12日目以降白星を挙げられず11勝4敗に終わり、優勝次点は12勝3敗の平幕の栃ノ心と雅山の2人となった。

## 各段優勝・三賞
- 幕内最高優勝　白鵬　15戦全勝（12回目）
  - 殊勲賞：該当者なし
  - 敢闘賞：栃ノ心（初）、雅山（5回目）
  - 技能賞：豊ノ島（2回目）
- 十両優勝　北太樹　10勝5敗
- 幕下優勝　黒澤　7戦全勝
- 三段目優勝　貴ノ岩　7戦全勝
- 序二段優勝　碧山　7戦全勝
- 序ノ口優勝　寺下　7戦全勝

## トピック
- 横綱・白鵬が全勝優勝して年間86勝4敗の驚異的な成績を挙げ、年間勝利数の史上最高記録を更新した。なお、それまでの最高記録は朝青龍が平成17年に挙げた84勝6敗であった。
- 大関・千代大海が史上最多の14回目の角番で迎えたこの場所、初日と2日目こそ連勝スタートだったが、その後連敗を喫して10日目にして負け越し。11日目からは休場となって史上最長の65場所務めた大関から遂に陥落し、来場所に再起を期すこととなった。